# ADH1B
Бета-полипептид алкогольдегидрогеназы IB (ген ADH1B) — субъединица алкогольдегидрогеназы человека. Семейство этих дегидрогеназ участвует в метаболизме широкого ряда веществ, в том числе этанола, ретинола, иных алифатических алкоголей, гидроксистероидов, а также продуктов пероксидирования липидов. Ранее ген ADH1B носил название ADH2, «алкогольдегидрогеназа 2».

## Вариации гена
«Атипичный» вариант однонуклетидного полиморфизма rs1229984 может быть связан со сниженным риском алкоголизма.

## Роль в заболеваниях

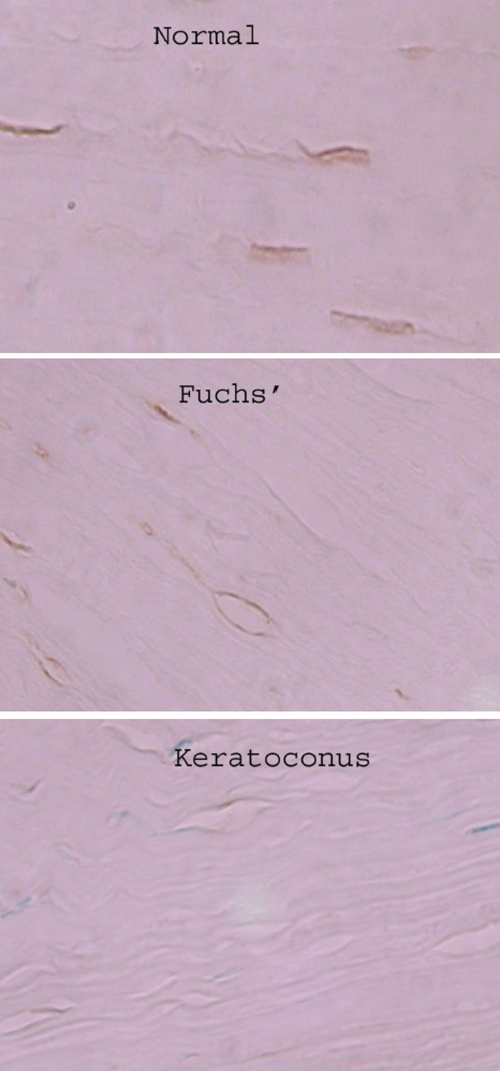
Иммунореактивность алкогольдегидрогеназы в здоровой роговице, при дистрофии Фукса, и в роговице, пораженной кератоконусом. Иллюстрация из работы Mootha et al., 2009.

По данным одного исследования, уровень мРНК ADH1B значительно снижен в кератоцитах (роговичных фибробластах), изъятых при кератопластике у больных кератоконусом.

## Полиморфизм
Полиморфизм ADH1B*2 (R47H G->A) алкогольдегидрогеназы 1B
Алкогольдегидрогеназа 1B (ADH1B, ADH2) окисляет спирты до альдегидов. Мутация 47H наиболее распространенного полиморфизма ADH1B*2 приводит к повышенной скорости распада этанола, тем самым, ускоряя удаление спирта из крови. Это мутация  с одной стороны приводит к снижению риска алкогольной зависимости, снижению риска онкологических заболеваний горла и пищевода, с другой стороны усиливает похмельный синдром и снижает желание употреблять алкоголь.
Распространенность мутации составляет 4—8 % в европейских популяциях.

### Показания к анализу
Алкоголизм, алкогольный цирроз печени, риск инсульта, рак груди.

### Клинические данные
Исследование большой выборки населения (876 человек) из различных европейских стран (Испания, Франция, Германия, Швеция, Польша) показало, что встречаемость варианта ADH1B*2 гораздо ниже у больных алкоголизмом. Риск алкоголизма при наличии варианта ADH1B*2 уменьшается на 30 % (Испания). Аналогичные результаты были получены в отношении ряда неевропейских выборок населения (например, среди евреев).
В исследовании пациентов с циррозом не было обнаружено мутации ADH1B*2, в то время как она была найдена, по крайней мере, у 8 % здоровых доноров. Сделан вывод, что наличие варианта ADH1B*2 соответствует значительному понижению риска алкогольного цирроза печени (Австралия).
При исследовании более 2000 человек было установлено, что мутация ADH1B*2 является защитным фактором, понижающим риск инсультов (Япония).
Исследование 278 пациенток с инвазивным раком груди и 467 здоровых доноров показало в три раза более высокую частоту варианта ADH1B*2 у пациенток с раком груди (Германия).